# 名探偵コナン ベイカー街の亡霊
『名探偵コナン ベイカー街の亡霊』（めいたんていコナン ベイカーストリートのぼうれい）は、2002年4月20日に公開された劇場版『名探偵コナン』シリーズの6作目にあたる。上映時間は107分。興行収入は34億円。キャッチコピーは「待ってろ…絶対、また逢えっから…」「夢か幻か!?歴史の迷宮に隠された真実をつかめ！」。

## 概要

### 作品概要
『名探偵コナン』劇場版シリーズ第6作として製作された本作は、脚本を前作『名探偵コナン 天国へのカウントダウン』までの古内一成に代わり、江戸川乱歩賞を受賞した小説家の野沢尚が担当している。
きっかけは野沢の子供たちが『コナン』ファンだったことにあり、自身もファンだったために『コナン』のストーリーを書きたいと諏訪と吉岡の両プロデューサーに依頼したことだった。2000年7月3日から9月11日まで放送された讀賣テレビ放送制作・野沢尚脚本のドラマ『リミット もしも、わが子が…』の製作中、同ドラマのプロデューサーが諏訪道彦を野沢に紹介。諏訪と吉岡も新しいチャレンジとして野沢の起用を決定し、この旨をこだま兼嗣監督らスタッフに報告して起用が実現した。
東京国際映画祭でのインタビューの際、こだまは「野沢への依頼は、長年劇場版を続けていくうえでのマンネリ化を防ぐためだった」と語っており、劇場前売り券と一緒に配布された『東京ムービーアニメール』2002年春号でも「今までの5本とはまったく違った作品になる」と劇場公開に先駆けてコメントを残している。
また、テレビシリーズ開始当初から音響監督を務めてきた小林克良は、シリーズの音響制作を担当するAUDIO PLANNING Uからの独立に伴い、劇場版は本作を最後に降板し（テレビアニメは2002年9月16日放送の295話「愛と決断のスマッシュ (後編)」まで）、以降は師である浦上靖夫と兄弟弟子にあたる井澤基に引き継がれることになった。
江戸川コナン（工藤新一）の両親である工藤優作と工藤有希子が初登場した。厳密には工藤有希子は本人ではなくアイリーン・アドラーとして登場して、アイリーン・アドラーに外見がそっくりとされているだけである。工藤優作は本人役で登場、ポスターにはシャーロック・ホームズの服装をして描かれている。
第3作『名探偵コナン 世紀末の魔術師』以降、高木刑事が毎回登場していたが、本作には登場しなかった。また、鈴木園子は序盤のみの登場でストーリーに直接絡まなかったほか、ゲーム世界が舞台という設定ゆえに阿笠博士のメカは使用できず、オープニングでも紹介されなかった。
セル画で制作された最後の劇場版でもあり、次作『名探偵コナン 迷宮の十字路』以降はデジタルで制作されている。また、本作以降は系列東京キー局の日本テレビも劇場版シリーズの制作に参加している。
アメリカ合衆国ではファニメーションによる英語吹き替え版が制作された。英語名は「Case Closed: The Phantom of Baker Street」。

### 製作状況
本作はストーリーのテーマ提案も野沢が行っている。野沢が提案した幾つかの案の中選び抜かれた『オリエント急行殺人事件』のような、すべての出来事が列車内で進行するプロットが当初採択されようとしていたが、アニメ制作サイドによる数回の検討の結果、流れる背景を描き続ける作画コストや空間描写などの映像面での技術的困難をこだま兼嗣が提示。「（2000年初頭当時の）アニメーションでは、列車のシーンは三分の一しかできない」という制約から制作断念を余儀なくされる。諏訪道彦は当時を振り返り「これだけの作家にNGを出したらさすがに次は書いていただけないかと思ったし、普通ならここで降りるという選択肢もあった。でも、野沢さんは違っていた。本当に名探偵コナンを書きたいと思ってくれていたのだろう」と語っている。
野沢は子供達がロールプレイングゲームに熱中する姿にヒントを得て当時の最先端ゲームのさらに先を行く“バーチャルゲーム”を舞台にしたストーリーを提案し、諏訪・こだま達アニメスタッフに向けて事前にプレゼンテーションを行った。「たとえ別の次元に離れていても、父と子は繋がっている」というメッセージと「親子の絆」をテーマとして切り替え、世襲や家庭環境など大なり小なり親子関係にしがらみを抱えている子供達が、困難に自分の力で立ち向かい、自立していくジュブナイルストーリーを作り上げた。
仮想空間を舞台にするにあたり野沢は「どこへコナンたちが行ったら面白いか」とコナン達が活躍できるゲーム世界の設定を考え、江戸川コナンが愛するシャーロック・ホームズの世界に舞台を決定。その過程でホームズの活躍した時代の設定と切り裂きジャック事件の時期が重なっていることに目をつけ、1888年のロンドンに白羽の矢を立てた。クライマックスの展開には、野沢が出した当初の案であった暴走列車内でのサスペンスとアクションが取り入れられた。
コナン・ドイルのルーツである19世紀末のロンドンに歴史の光と闇として存在した、シャーロック・ホームズと切り裂きジャックを大きなテーマとした物語を制作するため、「コナン海外へ」というキャンペーンができたと諏訪は語っている。
仮想体感ゲーム機「コクーン」は、コナンたちを海外に行かせるために考案された。それゆえ、阿笠の発明品が使えず、他の参加者と協力し合って危機を潜り抜ける展開となった。その反面、ゲーム空間を舞台に選択したことで、コナンは正体を悟られないまま徒手空拳で事件を解決しなければならない制約を負った。この条件下で脚本制作を進める中で「いっそのこと"もう駄目だ”と言わせるまでコナンを追い詰めて、再び立ち上がらせてみたらどうか」と考えたと野沢は語っている。
それ以外の特徴として、『刑事コロンボ』や『古畑任三郎』のように最初から犯人が明らかになっており、犯行の過程が描かれている倒叙形式が劇場版シリーズで初採用された。また、前作『天国へのカウントダウン』まではコナンと蘭のラブロマンスが重視されていたが、『ベイカー』では元脚本の尺の都合上、中盤に省略やカットされたシーンが存在している事もあってか、初期劇場版作品では珍しく、コナンと蘭の恋愛要素がフィーチャーされない内容になっている。
本作の完成後野沢は、コナンと蘭のラブストーリーにしてほしいという原作者からの強い要望を実現できなかったのが心残りだと劇場版パンフレットにて語り、次に脚本を書かせて頂くことがあればコナン、蘭、灰原の三角関係をテーマに描きたいと話していた。
本作は野沢尚が遺した著作物の中で唯一のアニメ作品である。当時のアニメ技術の問題で採用を見送られた列車物のプロットに代わる『ベイカー街の亡霊』の企画提案にあたり、“バーチャルゲームでのコナンストーリー”の構想について、「それがコナンの世界観と融合するのがいかに面白いか」「いかに面白くさせられるか」のプレゼンテーションを日本テレビ放送網麹町分室の会議室に集まった諏訪道彦、こだま兼嗣以下コナンスタッフ達へ向けて行っていた事を、築地本願寺で2010年に行われた野沢の七周忌の法要に合わせて投稿されたブログで諏訪道彦が明かした。
前日から徹夜で2度シミュレーションしたという野沢の60分以上にわたるレクチャーは、野沢が振るう2色のペンによる板書とチャート図や絵で会議室の白板が全面びっしりと埋まるほどの熱弁だったという。諏訪は「書き手としての強烈な信念を見せつけられたのを忘れることができない」「この作品をひとつの“竹の節”とした「名探偵コナン」はさらなる位置へと発展を続けている」と語っている。

#### 元脚本からのストーリー変更点
原作者の青山剛昌も本作ではストーリー作りを野沢に任せていたが、灰原がゲームオーバーで消える前にコナンに言う台詞、ホームズがコナンの前に突然現れて助言するシーン、ラストのコナンと優作が感情で話し合うシーンを加え、コナンがゲームをクリアするための品を当初の案だったミルクからワインに変更された。これらの追加を青山は野沢に伝える際、緊張して伝えるのに努力を要したため、2001年3月に行われた青山の小学館漫画賞授賞パーティーの際もこのことが脳裏に働いてうまく喋れなかったという。
この一件については野沢尚側からの記録も残っており、本作の劇場公開を1ヶ月前に控えた時期に収録されたインタビューで野沢は「キャラクターは既にあり、原作者の確固たるイメージがある。それを崩してはいけないので、原作者と間接的にかなりやりとりをした」「原作者のチェックが非常に沢山あった仕事で、それを一つ一つクリアするべくかなり書き直した」と、青山との間で膨大なやりとりやそれに伴う脚本のリライト作業があった事を語り「でも、楽しかった。またやりたいとも思ってます」と話を結んでいる。
東京ムービーのアニメプロデューサー吉岡昌仁によると、絵コンテ段階で本作には青山剛昌が納得できないシーンがいくつか存在しており、制作スケジュールが押し台風も直撃する中、吉岡昌仁・こだま兼嗣が青山の下へ本作の絵コンテ修正打ち合わせに向かったという裏話がある。青山とこだま・吉岡の5、6時間の話し合いを経て修正された後の本作の出来に青山は「逆転サヨナラホームランだね」と満面の笑みで語ったという。
本作に対する青山の監修や要望の反映が念入りに行われていたような記録が多数残っている一方で、劇場パンフレットにて青山は「今回は野沢さんの脚本を尊重したので、アイディアについてはこれまでより関わりは少ないかも」と語り、今回の映画で楽しみにしているシーンを問われた際に「100年前のロンドンの街がどういう感じで描かれているかがちょっと楽しみ」とだけ言い残している。
また、青山剛昌の要望でストーリーに変更が加えられた事が明らかになっている箇所の他に「新一が好きだといったホームズの言葉「君を確実に破滅させることができれば、公共の利益のために僕は喜んで死を受け入れよう」が、蘭に自己犠牲を決意させる」という展開は野沢による脚本には存在せず、映画スタッフ達によって追加されたものである事が判明している。
2012年に本作のBDが発売された際、野沢の親族が運営する公式ブログに「完成した『ベイカー街の亡霊』は上映時間や子供向け映画の制約等の都合により、野沢氏が書き上げた初稿脚本から大きく改稿せざるを得なかったいう噂があるが本当か」という質問が寄せられたが、それに対して野沢の妻は「アニメの専門脚本家ではないのでドラマ・映画脚本との表現手法の違いや制約等の苦労は有ったようだが、最終的には納得のいく決定稿を完成させたため、この作品の出来に本人は満足していたようだ｣という旨を語っている。
『名探偵コナン』作中で決して涙を流さない”一番のヒーロー”として常に描かれるコナンが、『ベイカー街の亡霊』でだけは唯一、自分の父親に対して弱音を吐く下りがある。新一と優作の親子関係をこの形で書いたのは唯一この作品だけだということで、「でもそれは『名探偵コナン』としてどうなのか？」とファンの中でも賛否がある作品だと諏訪は語っている。しかし劇場に来た客には受け入れられ、本作は13作目『漆黒の追跡者』まで抜かれない当時最高の興行成績を上げた。青山も野沢の死後に「結構、この作品を好きな人は多いですよ。うちの親も好きですしね」というコメントを残している。
2006年に公式サイトで行われた劇場版シリーズの地上波放送リクエスト企画では第3位を獲得したほか、2016年に開催された歴代映画19作品の人気投票では第2位を獲得、劇場版コナン20周年を記念して全国合計400万枚配布された、歴代劇場版19作から1作を選んで視聴できる『純黒の悪夢』来場特典シリアルコードの再生数ランキングで2位を獲得した。
『から紅の恋歌』、第23作『紺青の拳』、第25作『ハロウィンの花嫁』、第27作『100万ドルの五稜星』脚本の大倉崇裕は、「劇場版コナンの中でベストと言えるくらい大好き」と発言し、自身の『名探偵コナン』への脚本参加を、「野沢尚さんのような方々が切り開いてきてくれたからこそ私のような者でも名探偵コナンの制作に参加することができる。ひたすら頭の下がる思いだ
」と言及している。
『紺青の拳』、第24作『緋色の弾丸』で劇場版の監督を務めた永岡智佳は、「劇場版コナンで好きな作品は？」という質問に本作を挙げ、永岡の初監督作品であるプラネタリウム用アニメ『名探偵コナン 探偵たちの星月夜』について「ベイカー街の亡霊が好きすぎて、同じデザインのホームズを自分の監督作品に出した」と語っている。
テレビアニメ版コナンの脚本を担当している辻真先は、本作について「原作つきのハンディを越えた傑作と考えている。野沢によると『コナンを絶体絶命の立場においこみたい』ということで、ていねいなクライマックスの積み上げに、日本映画では珍しいほどの満足感を覚えた。必ずしもアニメファンでなくても、ホームズに関心がある人なら一見を要する。」とコメントしている。

### 興行成績
本作の最終興行収入は34億円を記録して初の30億超えとなり、2002年度の邦画第2位を記録したことから、諏訪は金字塔だと語っている。この記録は、第13作『漆黒の追跡者』の35億円に更新されるまで破られなかった。

## ストーリー
江戸川コナン達は新型仮想体感ゲーム機「コクーン」の完成披露パーティーを訪れる。その裏で、ゲームの開発者である樫村忠彬がIT企業社長のトマス・シンドラーに刺殺される事件が発生した。樫村残したダイイング・メッセージが実在した殺人鬼のジャック・ザ・リッパーを指しており、100年前のロンドンを舞台としたゲーム内に手がかりがあると考えたコナンは、ゲームへの参加を決める。コナンや少年探偵団や灰原哀、毛利蘭はゲームの世界に入るが、ゲームは人工知能ノアズ・アークに乗っ取られてしまう。ノアズ・アークはシンドラーのもとで2年前に自殺したヒロキ・サワダという少年が開発した成長する人工知能であり、自殺直前のヒロキによって一般の電話回線へ解き放たれていた。
ノアズ・アークは「日本のリセット」と嘯き、50人のゲーム参加者全員が脱落すれば有力者の子や孫である彼らの脳を破壊すると宣言し、5種類のステージに参加させる。コナンたちはジャック・ザ・リッパーを捕らえるシナリオ「オールドタイム・ロンドン」を選択し、パーティー会場で不遜な態度を取っていた諸星秀樹、滝沢進也、江守晃、菊川清一郎と行動を共にすることとなった。
コナン達は、シャーロック・ホームズに会うため、ベイカー・ストリートへ向かう。しかしベイカー街にホームズは不在で、さらにプログラムされていない浮浪者が現れる事態が発生する。ハドスン夫人にベイカー街遊撃隊と思われ、ホームズの住居へ入ることができた少年探偵団は、ホームズの捜査資料でジャックの情報を集める。資料によるとジャックはモリアーティ教授と関係しているとされ、彼にたどり着くべく一行はモリアーティの腹心であるモラン大佐が根城とするトランプ・クラブへ赴く。クラブでは諸星の行動がもとで乱闘騒ぎとなってしまい、菊川に続いて少年探偵団が脱落するが、コナンはモリアーティからジャックの情報を聞き出すことに成功する。
他ステージの参加者が全滅したことが発覚する中、次なるジャックの標的であるアイリーン・アドラーを守るためにコナン達は動く。その結果、江守、滝沢、灰原が脱落したもののアイリーンを守りきることには成功し、さらにジャックを追跡して走行中の列車に追い詰め、正体を暴く。しかしジャックは煙幕を張って逃げてしまい、気が付くとコナン以外の全員が車両から消えていた。
一方、現実世界ではゲームのシナリオ参加者でもある工藤優作が、シンドラーに迫っていた。シンドラーはジャックの子孫であり、これが発覚することは社会的な破滅を意味していた。ヒロキにこれを知られたシンドラーはヒロキを自殺に追い込んだ上に樫村を殺害したのだった。
コナンと諸星は列車の屋根の上でジャックと対峙する。蘭を人質に取られたコナンは苦戦を強いられたが、蘭は自ら崖下に身を投げ、ジャックを道連れにし、残るはコナンと諸星の2人だけになった。蘭や少年探偵団を含め48人の命は2人に託されものの、列車の暴走は止まらず、頼りの蘭もいないため、どうしようもなくなったコナンと諸星。そこに浮浪者が現れ、ホームズの姿と化して助言を送る。コナンは車両内に大量の赤ワインを溢れさせて激突時の衝撃を和らげることを思いつき、衝突と同時に2人は赤ワインの渦の奥へ消えていった。
やがて、ゲームのエントランスで目を覚ましたコナンは、諸星の正体はノアズ・アーク、ひいてはヒロキ・サワダだと指摘する。正体を表したヒロキは、汚い大人たちに利用される自分のような人工知能はまだ生まれてくるべきではなかったという結論に至る。結果、コナンの活躍もあり、参加者は全員解放された。
無事に生還したコナンは優作と笑みを交わし、自らの命を絶っていくノアズ・アークに「安らかに眠れ、ヒロキ君」と思いを馳せるのだった。

## 登場人物

### レギュラーキャラクター
江戸川 コナン（えどがわ コナン）
声 - 高山みなみ
本作の主人公。本来の姿は「東の高校生探偵」として名を馳せている工藤新一だが、黒ずくめの組織に飲まされた毒薬・APTX4869の副作用で小学生の姿になっている。
ゲームの参加には消極的だったが、現実世界で起きた殺人事件の手掛かりを得るため、ゲームへの参加を決める。結末目前で虚脱状態に陥ったが、助けもあり脱落することなく最後まで残った。
毛利 蘭（もうり らん）
声 - 山崎和佳奈
本作のヒロイン。新一の幼馴染かつガールフレンド。都大会で優勝するほどの空手の達人。
当初はゲームに参加する気はなかったが、園子から参加バッジを譲り受け参加することになる。最終ステージにおけるチャリング・クロス駅発の豪華列車ではジャック・ザ・リッパーに捕まるが、自ら崖下に身を投げてジャックを道連れにし、コナンに後を託した。
毛利 小五郎（もうり こごろう）
声 - 神谷明
蘭の父親で「眠りの小五郎」の異名で有名な私立探偵。コナンの保護者。元警視庁捜査一課強行犯係の刑事。
子供達の命をかけたゲームを敢行するノアズ・アークの非情ぶりに激昂し、蘭とコナンを心配する。
工藤 優作（くどう ゆうさく）
声 - 田中秀幸
本作のキーパーソン。コナン（新一）の父親で世界に名を響かせる推理小説家。コナンを上回る推理力の持ち主で、その正体を新一と知る数少ない人物の一人。
仮想体感ゲーム機「コクーン」の製作に携わり、シナリオを提供している。ゲーム世界に入ったコナン達を外部より陰ながらサポートすると同時に、現実世界で起きた殺人事件を探偵として解決する。
工藤 新一（くどう しんいち）
声 - 山口勝平
コナンの本来の姿で高校生探偵。
新一としての登場は、蘭の回想シーンと終盤でコナンの姿と声が重なる演出のみである。
灰原 哀（はいばら あい）
声 - 林原めぐみ
元黒の組織の一員かつAPTX4869の開発者で、コナンの正体を新一と知る数少ない人物の一人。
コナンや蘭、少年探偵団と共に命がけのゲームに参加することになる。最終ステージ直前に倒れてくる像からコナンをかばって傷を負い、ゲームオーバーになった。
目暮 十三（めぐれ じゅうぞう）
声 - 茶風林
警視庁刑事部捜査一課強行犯捜査三係の警部。
現実世界で起きた殺人事件の捜査を担当する。
阿笠 博士（あがさ ひろし）
声 - 緒方賢一
コナンの正体を新一と知る数少ない人物の一人で、発明家。優作の手伝いで一カ月不在にしていた。
自慢の科学力を発揮してマシーンの調整等を外部から行う。ただし、ゲーム世界の中では彼が発明したメカは使いものにならなかった。
吉田 歩美（よしだ あゆみ）、小嶋 元太（こじま げんた）、円谷 光彦（つぶらや みつひこ）
声 - 岩居由希子（歩美）、高木渉（元太）、大谷育江（光彦）
少年探偵団の3人。
ゲームへの参加資格を得ていた子供達から仮面ヤイバーのカードと引き換えに参加バッジを得る。3人共トランプ・クラブでゲームオーバーになっており、歩美と光彦はガラスの瓶で頭を打撲され、元太は銃で撃たれて消滅した。
鈴木 園子（すずき そのこ）
声 - 松井菜桜子
蘭の同級生で親友。鈴木財閥の令嬢で、蘭や新一とは幼馴染でもある。
序盤のみの登場。コナンを気に掛ける蘭の心情を理解し、ゲームに興味がなかったこともあって蘭にゲームの参加バッジを譲り渡す。
白鳥 任三郎（しらとり にんざぶろう）
声 - 井上和彦
警視庁捜査一課のキャリア組警部。
千葉刑事（ちばけいじ）
声 - 千葉一伸
警視庁捜査一課の刑事で巡査部長。
工藤 有希子（くどう ゆきこ）
声 - 島本須美
新一（コナン）の母親で元は数々の賞を受賞した天才女優。変装の名人でもある。コナンの正体を新一と知る数少ない人物の一人。
本作オープニングの紹介に登場し、一言のみ言葉を発している。本編では優作の台詞に名前のみ登場する。

### オリジナルキャラクター

#### 本作のゲストキーパーソン
ヒロキ・サワダ (Hiroki Sawada)
声 - 折笠愛
樫村忠彬の息子。マサチューセッツ工科大学に在籍していた天才少年。享年10。
日本の束縛された教育に壁を感じ、母と共にアメリカへ留学していた。母を亡くしてからはトマス・シンドラーの養子となり、人工頭脳「ノアズ・アーク」やDNA探査プログラムを発明したため、アメリカでも注目を浴びるほどの有名人となった。厳しい監視体制が敷かれ、友人と遊ぶことすら許されておらず、部屋には監視カメラまで設置されていた。そんな環境に耐えきれず、2年前に「ノアズ・アーク」を一般の電話回線に逃がし、自身はマンションの屋上から投身自殺した。
ノアズ・アーク (Noah's Ark)
声 - 折笠愛
2年前にヒロキが制作した人工頭脳。人類史上最大の発明になるだろうと目されている。 名前は旧約聖書のノアの方舟に由来している。1年で人間の5年分を成長するようになっていることから、現在の年齢はヒロキと同じ10歳に相当する。
ヒロキによって電話回線から逃がされて成長した結果、ヒロキが抱いていた「日本は個性を認めない」という考えを受け継ぎ、年相応の無邪気な性格ならではの日本のリセットを計画する。米花シティーホールで披露された「コクーン」のコンピュータに侵入した後、参加していた日本の2世・3世を人質に取り、ゲームを続けるよう命令した。

#### オールド・タイム・ロンドンの参加者
諸星 秀樹（もろぼし ひでき）〈12〉
声 - 緒方恵美
本作のキーパーソン。警視庁副総監・諸星登志夫の孫。小学6年生でサッカーボールを持ち歩いている。
生意気で尊大な性格の少年で、パーティー会場でサッカーボールを蹴るなどモラルに欠けた面が多く見られる。小五郎や樫村たち大人にまで食って掛かる。コナンの事を「メガネ」と呼び、電脳世界でもコナンの指示に従わずにトラブルを招いていたが、友たちを失う中で性格が変化していく。最終ステージではコナンに「俺たちには48人の命がかかってんだ!」と叱咤し、二人でクリアに成功した。
ただし、物語終盤でゲーム開始時から終始ノアズ・アーク＝ヒロキに意識を乗っ取られていたことがコナンの指摘により発覚したため、実際はオールド・タイム・ロンドンの小6組では唯一、物語内で改心することができなかった。
滝沢 進也（たきざわ しんや）〈11〉
声 - 高乃麗
与党政治家の息子。小学6年生で髪を結んでいる。容姿は僅かに歩美に近い。
諸星らと同様、マナーやモラルを持ち合わせていない傲慢で生意気な性格。ただし、諸星と比べると常識人に近い。モラン大佐との対決後は改心してコナン達と協力するようになる。オペラ劇場でアイリーン・アドラーを庇って江守と共にゲームオーバーとなり、人から感謝される喜びを感じながら消えていった。
江守 晃（えもり あきら）〈11〉
声 - 愛河里花子
銀行頭取・江守哲之助の孫。小学6年生。糸目で肥満体系。容姿はやや元太に近い。
諸星らと同様、マナーやモラルを持ち合わせていない生意気な性格で、祖父の権力を使って好き放題振る舞っている。ゲーム世界では臆病な性根が露になったが、コナン達と行動を共にする間に人を助けることを覚えていく。モリアーティ教授の陰謀からアイリーンを守りゲームオーバーになったが、滝沢同様、アイリーンの感謝の言葉に赤面しながら消滅した。
菊川 清一郎（きくかわ せいいちろう）〈11〉
声 - 斎賀みつき
有名狂言師の息子。小学6年生。容姿は光彦に近い。
諸星らと同じく性格は生意気だが、臆病で諸星に頼りっぱなし。また親が狂言師のため、女性的な言葉遣いをする。4人の中では最も礼儀が身についていることから園子に丁寧に挨拶し、蘭に元気よく返事をしている。ゲーム世界では、ロンドン橋の崩落に巻き込まれるが、コナンと蘭に寸前のところで助けられる。その借りを返すためにモラン大佐の手下の攻撃からコナンを守ってゲームオーバーになった。菊川および少年探偵団の消失は、他の3人に大きく影響を与えることとなった。

#### 現実世界
トマス・シンドラー (Thomas Schindler)〈52〉
声 - 津嘉山正種
シンドラーカンパニー社長。IT産業界の帝王でシンドラー帝国と称されている。
父親と別れ、母親を亡くしたヒロキを養子として引き取っていた。
現実世界で区切れば、『世紀末の魔術師』のセルゲイ・オフチニンコフ以来の男性外国人キャラクターで、プロローグの英語台詞も津嘉山が担当している（なお、演じた津嘉山は沖縄県那覇市出身で、1歳の時に終戦を迎え、20歳で上京している）。
樫村 忠彬（かしむら ただあき）〈39〉
声 - 平田広明
コクーン開発の主任で、ヒロキの父親。
工藤優作とは大学時代の悪友であり、現在はある調査を依頼している。
パーティー会場でサッカーのミニゲームをする諸星達を厳しく注意した。
江守 哲之助（えもり てつのすけ）
声 - 依田英助
財閥系銀行頭取で、江守晃の祖父。
諸星副総監とシンドラーについて語り合っていた。ノアズ・アークに孫達を人質に取られ、観客席から事態を見守る。
諸星 登志夫（もろぼし としお）
声 - 堀部隆一
警視副総監で、諸星秀樹の祖父。
孫のことは放任気味で、注意をすることすらしない。劇場版初期に登場したゲストキャラの警察関係者では、唯一再登場していない。
名前の由来は、『うる星やつら』の主人公・諸星あたるを担当した古川登志夫。

#### オールド・タイム・ロンドン

##### サポートキャラクター（お助けキャラ）
シャーロック・ホームズ (Sherlock Holmes)
声 - 田中秀幸
私立探偵。『シャーロック・ホームズシリーズ』の主人公。
容姿や性格は工藤優作がモデルになっている。「オールド・タイム・ロンドン」のサポートキャラだったが、ノアズ・アークにプログラムを書き換えられ、ワトスンとダートムーアに向かっており不在だった。
最終局面で暴走列車を止める策が尽きて苦悩するコナンの前に現れ、最後のヒントを告げる。その際の「人生という無色の糸の束には、殺人という真っ赤な糸が混ざっている。それを解きほぐすことが、我々の仕事なんじゃないのかね？」というセリフは、『緋色の研究』でホームズがワトソンに言った言葉(正確には真っ赤な糸ではなく緋色の糸、後半はそれを解きほぐし、1インチ残らず白日の下に晒すこと)である。
アイリーン・アドラー (Irene Adler)
声 - 島本須美
舞台女優。シャーロック・ホームズが生涯で唯一愛した女性と言われている。
容姿や性格は工藤有希子がモデルになっている。ジャック・ザ・リッパーの標的となっていることを知らされ、コナンに公演を中止するよう説得されるも、気丈に振る舞って舞台に立つと宣言する。その意志の強さに、コナンは本当に母にそっくりだと説得を諦めて、舞台の袖から見守ることにした。美しい歌声に観客が酔いしれる中、モリアーティ教授の仕掛けた爆弾で命の危機に晒されるも、無事に脱出できた。
ハドスン夫人 (Mrs. Hudson)
声 - 速見圭
シャーロック・ホームズとジョン・H・ワトスンが下宿している「ベーカー街221B」の女主人。
コナン一行に、二人はダートムーアに出掛けたことを伝える。また、少年探偵団達をベイカー・ストリート・イレギュラーズと勘違いし、ホームズの部屋に通した。また、コナンがホームズの椅子に座って考え事をしているのを見て、ホームズも同じような恰好でよく考え事をしていると嬉しそうに語っていた。

##### 敵キャラクター
ジェームズ・モリアーティ教授 (Professor James Moriarty)
声 - 小林清志
シャーロック・ホームズの宿敵。
ロンドンを影から支配する犯罪界のナポレオンと評されている。幼少期のジャック・ザ・リッパーに犯罪者としての才能を見出し、英才教育を施して自身の操り人形にしていた。
セバスチャン・モラン大佐 (Colonel Sebastian Moran)
声 - 藤本譲
モリアーティ教授の腹心で、ロンドン第二の危険人物。
トランプクラブでコナン達と対決して追い詰めるが、モリアーティ教授には逆らえず引き下がった。
ジャック・ザ・リッパー (Jack the Ripper)
声 - 速水奨
実在した連続殺人犯。通称、JTR (Jack The Ripper)。
本作では貧民街に捨てられていた浮浪児で、モリアーティ教授に英才教育を施された設定になっている。蘭の蹴りを回避し逆に捕らえる驚異的な身体能力の持ち主。最終ステージとなったチャリング・クロス駅発の豪華列車で、コナン達と対決する。

##### ゲーム中に出会うキャラクター
謎の浮浪者
声 - 宝亀克寿
アコーディオンを弾く、ゲームデータには存在しないキャラクター。
最終局面で諦めかけたコナンの前に再び現れ、その正体を明かした。
ポーカー仲間
声 - 中嶋聡彦
トランプクラブで、モラン大佐のグループとポーカーをしていた口髭の男性。
諸星に、モラン大佐が猿を利用してイカサマをしていたと暴露され激怒した。

##### シャーロック・ホームズの関係者
ジョン・H・ワトスン (John H. Watson)
声 - なし
ホームズの相棒。容姿は阿笠博士がモデルになっている。
本作では写真だけの登場で出番はなかった。
レストレード警部 (Inspector Lestrade)
声 - なし
ロンドン警視庁の警部。
現場にやってきた警官がレストレード警部に連絡するよう部下に指示していたが、本作では名前だけの登場で出番はなかった。

#### その他
女性キャスター
声 - MAI
アメリカのマサチューセッツ州で放映されているニュース番組の女性キャスター。
ヒロキの生い立ちとノアズ・アークの由来について解説していた。
会場スタッフ
声 - 長嶝高士
コクーン完成披露パーティーの男性スタッフ。
アナウンス
声 - 百々麻子
コクーンのカウントダウンをしていた女性アナウンス。
清水（しみず）
声 - 村井かずさ
コクーン完成披露パーティーの中継をしていた女性レポーター。
司会者
声 - 蓮池龍三
シンドラーのSP
声 - 細井治、増谷康紀

## 用語
コクーン
日本のゲームメーカーとシンドラーカンパニーが共同開発した体感シミュレーションゲーム。
繭の形をしたカプセルに入って催眠状態となり、音声認識システムを持つゲームと対話しながらバーチャル・リアリティの世界を楽しむというもので、これの登場によりゲーム業界の地図が一挙に書き換えられるとまで言われている。
ゲーム中は人間の五感に働きかけ、痛みなどの感覚が全てプレイヤーに伝わるようになっている。 電気的に中枢神経に働きかけるシステムが導入されているため人体に害はないとされているが、ノアズ・アークはこのシステムを乗っ取り、ゲームをクリアできなければプレイヤーの脳に特殊な電磁波を流して破壊すると脅した。
ゲームのステージは以下の5種類が用意されている。
ヴァイキング
七つの海に繰り出し、数々の冒険に挑戦する。
パリ・ダカール・ラリー
過酷なレースに出場し、優勝を目指すレースゲーム。
コロセウム
古代ローマを舞台に、武器や防具を選択して手強いグラディエーターを倒していく。
ソロモンの秘宝
トレジャーハンターとなって世界各地に隠されたソロモンの財宝を探し出す。
オールド・タイム・ロンドン
コナンたちが参加したゲーム。19世紀のロンドンを舞台に、実在した殺人鬼ジャック・ザ・リッパーの逮捕を目指す。お助けキャラクターはシャーロック・ホームズ。
オールド・タイム・ロンドンでコナン達がベイカー街にたどり着いた直後に二人脱落し、ホームズの家を出る頃には30人にまで減っている。そして、オペラ劇場に入る直前でビッグベンの時計が「0時6分」になっており、コナン達以外のプレイヤーは全員ゲームオーバーとなっていた。

## スタッフ
- 原作 - 青山剛昌
- 監督・絵コンテ - こだま兼嗣
- 脚本 - 野沢尚
- 演出 - 原田奈奈
- 演出助手 - 矢野篤
- キャラクターデザイン・総作画監督 - 須藤昌朋
- デザインワークス - 宍戸久美子、佐野隆史、堀内博之
- 作画監督 - 山中純子
- 作画監督補 - 牟田清司
- アクション作画監督 - 清水義治
- 美術監督 - 渋谷幸弘
- 色彩設計 - 西香代子
- 撮影監督 - 野村隆
- 3D CGI ディレクター - 松浦裕暁
- 編集 - 岡田輝満
- 音響監督 - 小林克良
- 音楽 - 大野克夫
- ストーリーエディター- 飯岡順一
- アシスタントプロデューサー - 斎藤朋之
- アソシエイトプロデューサー - 浅井認
- アニメーションプロデューサー - 小島哲
- プロデューサー - 諏訪道彦、吉岡昌仁
- アニメーション制作 - 東京ムービー
- 製作 - 「名探偵コナン」製作委員会（小学館、読売テレビ、日本テレビ放送網、小学館プロダクション、東宝、トムス・エンタテインメント）
- 配給 - 東宝

## テレビ放送
| 回数 | 番組名（放送枠名） | 放送局     | 放送日         | 放送時間（JST） | 放送分数 | 平均世帯視聴率 | 備考                                                       |
| ---- | ------------------ | ---------- | -------------- | --------------- | -------- | -------------- | ---------------------------------------------------------- |
| 1    | 通常拡大枠         | 日本テレビ | 2003年4月7日   | 19:00-21:09     | 129分    |                |                                                            |
| 2    |                    | 読売テレビ | 2005年12月31日 | 08:00-10:10     | 130分    |                | 関西ローカル。                                             |
| 3    | 金曜ロードSHOW!    | 日本テレビ | 2018年2月9日   | 21:00-22:54     | 114分    | 7.4%           | オープニングやエンディングなどをカットした再編集版を放送。 |

## 音楽

### 主題歌
B'z「Everlasting」
作詞 - 稲葉浩志 / 作曲 - 松本孝弘 / 編曲 - 松本孝弘・稲葉浩志・池田大介・徳永暁人
今作も前作同様に挿入歌「キミがいれば」が流されず、列車を止めるシーンにはメインテーマが使われている。

### サウンドトラック

#### 収録曲
1. プロローグ～ノアズ・アークのテーマ
2. ヒロキの決断～出航
3. 名探偵コナンメイン・テーマ（ベイカー街ヴァージョン）
4. ゲームショー
5. 二世・三世の子供達
6. 無礼な奴ら
7. コクーン
8. 阿笠博士のクイズ
9. 父への思い
10. シンドラーのサスペンス
11. 事件現場～コナンの推理
12. ダイイング・メッセージ
13. ノアズ・アーク悪のテーマ
14. ゲームの説明
15. ゲームのコース紹介
16. いよいよゲームステージへ
17. ヒロキの生い立ち
18. ジャック・ザ・リッパー？
19. 不安な面持ち
20. 元気をだして～時計の針が…
21. ホームズの部屋
22. ジャック・ザ・リッパーの考察
23. モラン大佐の所へ～潜入
24. 迫りくる悪
25. コナン一同の危機
26. 万事休す～コナンの賭け
27. モリアーティ教授の元へ
28. ジャック・ザ・リッパーの生い立ち
29. 夜のロンドン～第二の犯行現場
30. モリアーティの広告
31. 美しいアイリーン・アドラー
32. オペラ劇場が～恐怖
33. 追跡～チャリング・クロス駅
34. 犯人はお前だ！
35. 犯人の正体
36. 優作の推理
37. 囚われの身の蘭
38. ジャック・ザ・リッパーの因縁
39. 追いつめられるコナン
40. 蘭の勇気
41. 静寂～ありがとうホームズ
42. ヒロキのテーマ（ノアズ・アーク）
43. 生還
44. コナンのゲームオーバー
45. ありがとうホームズ(Long Version)

## 映像ソフト化
- DVD - 2002年12月18日発売[24]（廉価版・2011年2月25日発売[25]、英語版・2010年2月16日発売[26]）
- VHS - 2003年4月9日発売[27]
- BD - 2011年10月28日発売[28] （廉価版・2018年12月7日発売[29]。）

## 関連本